# Ecnomus kososiensis
Ecnomus kososiensis är en nattsländeart som beskrevs av Kobayashi 1987. Ecnomus kososiensis ingår i släktet Ecnomus och familjen trattnattsländor. Inga underarter finns listade i Catalogue of Life.